# 穴太駅 (三重県)

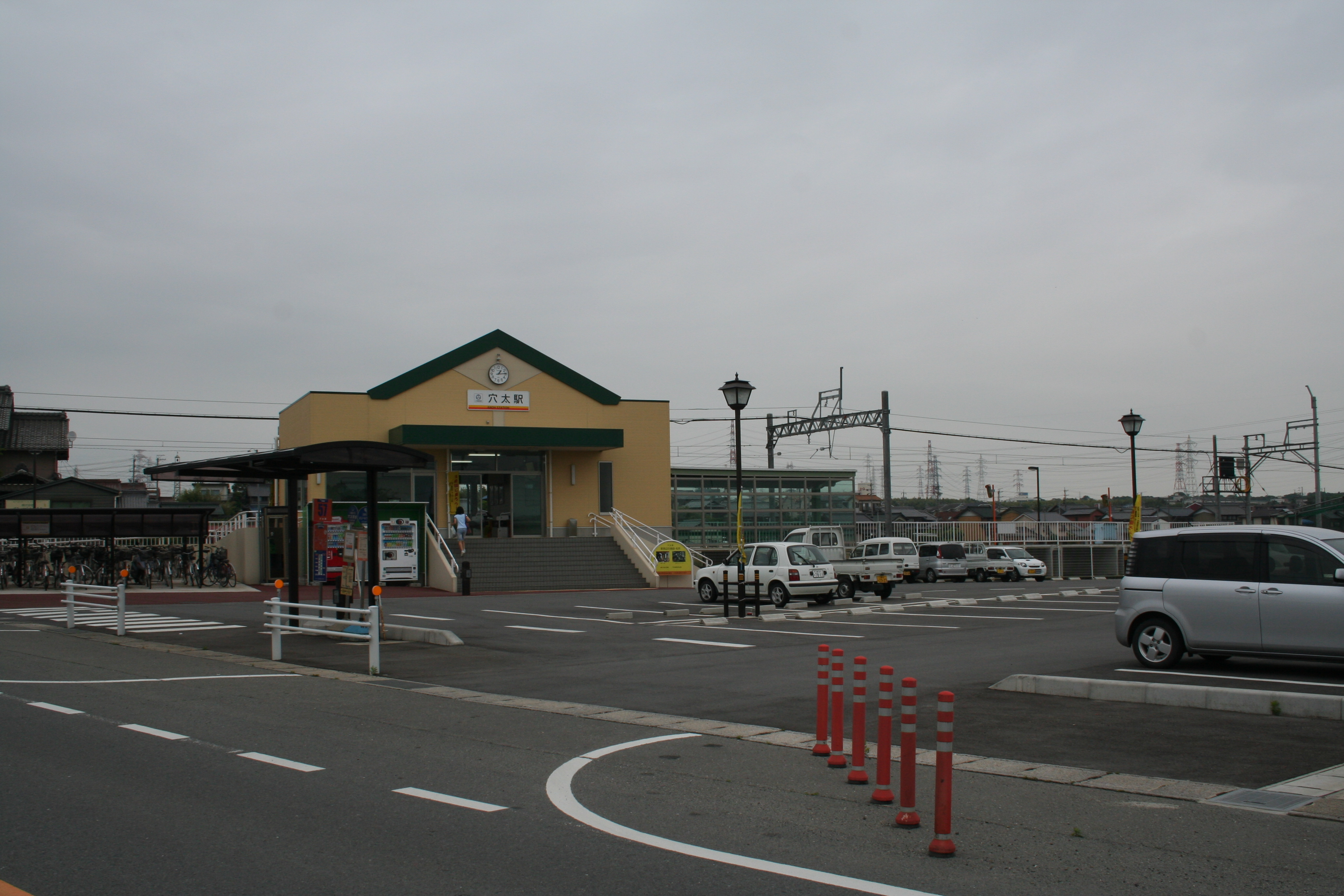
駅舎と駅前無料駐車場

穴太駅（あのうえき）は、三重県員弁郡東員町大字筑紫にある、三岐鉄道北勢線の駅である。駅番号はH08。

## 歴史
- 1914年（大正3年）4月5日：北勢鉄道の駅として開業[1]。
- 1934年（昭和9年）6月27日：社名変更により北勢電気鉄道の駅となる[1]。
- 1944年（昭和19年）2月11日：会社合併により、三重交通の駅となる[1]。
- 1964年（昭和39年）2月1日：事業譲渡により三重電気鉄道の駅となる[1]。
- 1965年（昭和40年）4月1日：近畿日本鉄道が三重電気鉄道を合併し近鉄の駅となる[1]。
- 1973年（昭和48年）9月20日：無人化。
- 1977年（昭和52年）9月29日：ホームを西桑名方に2.0 m延伸する（有効長：56.0 m→58.0 m） 。
- 1982年（昭和57年）1月20日：駅舎と便所を解体する。
- 2003年（平成15年）4月1日：事業譲渡により、三岐鉄道の駅となる[1]。
- 2005年（平成17年）
  - 9月1日：従来のホームの線路向かい側に駅舎・ホーム・駅前広場・駐車場（60台分）が新設され、供用開始される。同時に駐輪場が64台分増設される。駅舎内に自動券売機・自動精算機・自動改札機が設置され、東員駅からの遠隔制御による営業が開始される。
  - 9月21日：三重県が定める「三重県だれもが住みよい福祉のまちづくり推進要綱」「三重県バリアフリーのまちづくり推進条例」の整備基準に基づいていることを示す適合証交付施設となる。

## 駅構造

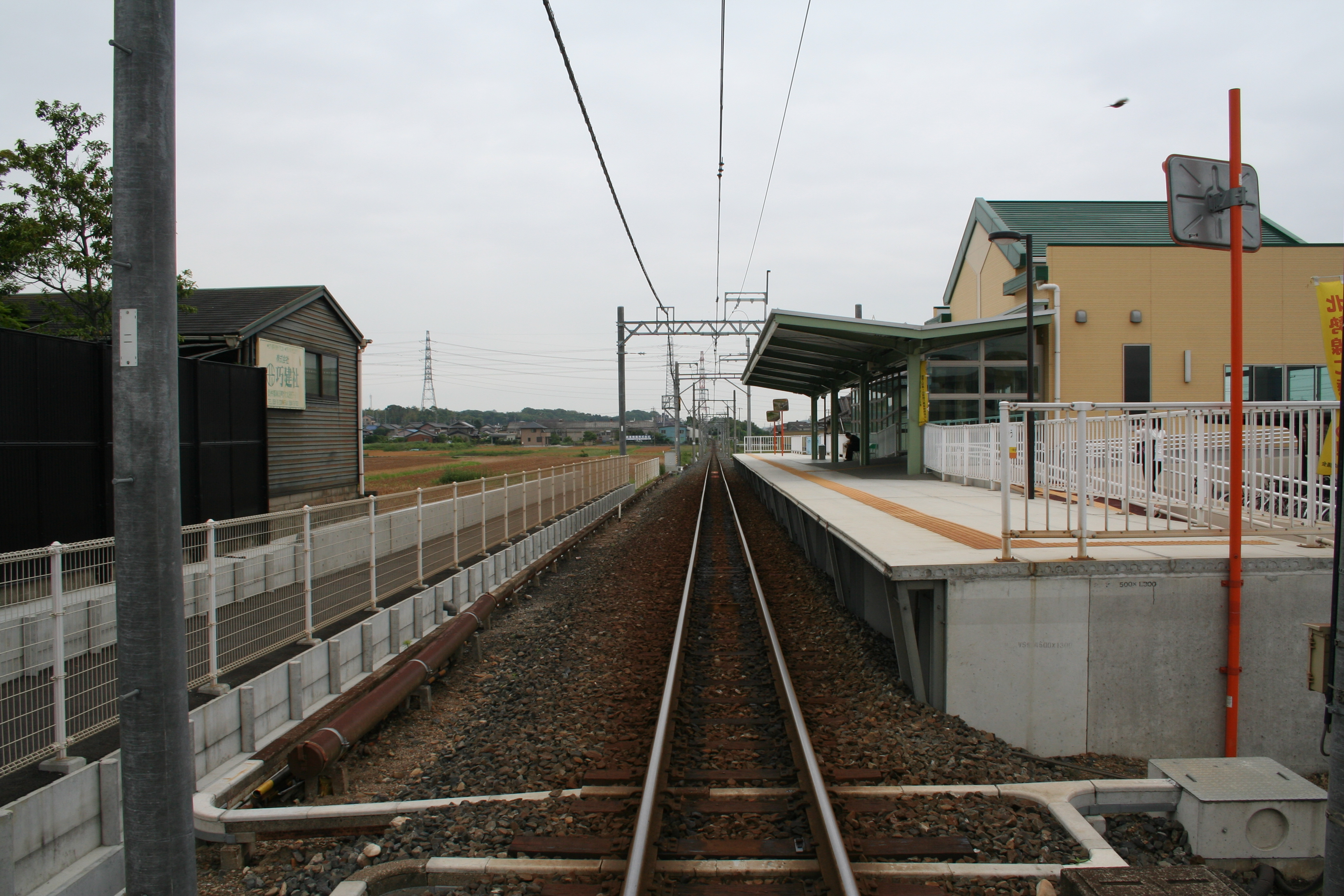
駅構内を阿下喜方より見る
（左側道路部分が旧ホーム跡）

以前はホームのみの小さな駅であったが、2005年（平成17年）に駅舎・ホームが線路南側に新設され、同時に駅前広場・駐車場・駐輪場等が整備された。新駅に切替後、線路北側にあった従来のホームは撤去された（ホーム撤去後は道路となっている）。なお、当駅建設に係わる用地取得、駅前広場整備は地元の東員町が行った。

### ホーム
単式ホーム1面1線を持つ地上駅である。ホームは大型のU字ブロックの上にコンクリートの板を乗せただけの簡素なもので、ホーム下部に退避可能な構造となっている。

### 駅舎
1階建ての駅舎が線路の南側に設置されているが、駅員は配置されておらず無人である。駅舎東側部分の改札内にはトイレ（多目的トイレのある男女別の水洗式）が設けられているが、待合室は設置されていない。

### その他設備
駅務機器
駅舎には、自動券売機（1台）、自動改札機（2通路、うち1通路は車椅子対応のワイド型）、自動精算機（1台）が備えられており、普通券・回数券の購入が可能であるが、定期券の購入はできない。なお、当駅には監視カメラが備えられ東員駅からの遠隔監視駅となっており、無人駅にもかかわらず、終日普通乗車券を購入できる。
駅前広場設備等
当駅は従前より東員町と四日市市を結ぶ幹線道路「三重県道623号四日市東員線」に隣接しており駅へのアクセスは比較的良好であった。よって、北勢線の他の駅のように大きく駅を移転させることはせずに、従前の駅の線路向かいに駅を移転・駅前広場を整備することにより、駅へのアクセスを損ねることなく車から電車への乗り継ぎ利便性を向上させている。
駅前には車の停車スペースが備えられ、車で駅に送ってもらい電車を利用するキスアンドライドが可能となっている。この駅前広場横の県道沿いには東員町のコミュニティーバス等のバス停が設置されていて、バスとの結節が図られている。駅前広場南東側には60台分の駐車場が設置されており、車を駅に止めて電車を利用するパークアンドライドも可能である。駅前広場にはロータリーは無いが、この駐車場での車の転回が可能なように配慮されている。駅前広場の北西側には99台（駅舎横上屋付64台・駅横の県道沿い上屋付35台）分の駐輪場がある。また、駅前広場に公衆電話ボックスが1基設置されている。
バリアフリー設備
駅前広場・駅舎・ホーム等の施設について バリアフリーに対応しており、三重県が定める「三重県だれもが住みよい福祉のまちづくり推進要綱」「三重県バリアフリーのまちづくり推進条例」の整備基準に基づいていることを示す適合証交付施設となっている。

## 利用状況
「三重県統計書」によると、1日の平均乗車人員は以下の通りである。
| 年度   | 一日平均 乗車人員 |
| ------ | ----------------- |
| 1997年 | 300               |
| 1998年 | 333               |
| 1999年 | 348               |
| 2000年 | 349               |
| 2001年 | 325               |
| 2002年 | 307               |
| 2003年 | 259               |
| 2004年 | 244               |
| 2005年 | 280               |
| 2006年 | 323               |
| 2007年 | 342               |
| 2008年 | 354               |
| 2009年 | 328               |
| 2010年 | 350               |
| 2011年 | 347               |
| 2012年 | 336               |
| 2013年 | 316               |
| 2014年 | 309               |
| 2015年 | 328               |
| 2016年 | 346               |
| 2017年 | 345               |
| 2018年 | 333               |
| 2019年 | 347               |

- 穴太駅の利用状況の変遷を下表に示す。
  - 輸送実績（乗車人員）の単位は人であり、年度での総計値を示す。年度間の比較に適したデータである。
  - 乗降人員調査結果は任意の1日における値（単位：人）である。調査日の天候・行事等の要因によって変動が大きいので年度間の比較には注意を要する。
  - 表中、最高値を赤色で、最高値を記録した年度以降の最低値を青色で、最高値を記録した年度以前の最低値を緑色で表記している。
  - 2005年（平成17年）に駅前駐車場・駐輪場が整備されて以来、駅利用客は増加傾向にある。

| 年 度              | 当駅分輸送実績（乗車人員）：人／年度 | 当駅分輸送実績（乗車人員）：人／年度 | 当駅分輸送実績（乗車人員）：人／年度 | 当駅分輸送実績（乗車人員）：人／年度 | 乗降人員調査結果 人／日 | 乗降人員調査結果 人／日 | 特 記 事 項              |
| ------------------ | ------------------------------------ | ------------------------------------ | ------------------------------------ | ------------------------------------ | ----------------------- | ----------------------- | ------------------------ |
| 年 度              | 通勤定期                             | 通学定期                             | 定期外                               | 合 計                                | 調査日                  | 調査結果                | 特 記 事 項              |
| 1958年（昭和33年） | 61,650                               | ←←←←                                 | 35,139                               | 96,789                               |                         |                         |                          |
| 1959年（昭和34年） |                                      | ←←←←                                 |                                      |                                      |                         |                         |                          |
| 1960年（昭和35年） |                                      | ←←←←                                 |                                      |                                      |                         |                         |                          |
| 1961年（昭和36年） |                                      | ←←←←                                 |                                      |                                      |                         |                         |                          |
| 1962年（昭和37年） |                                      | ←←←←                                 |                                      |                                      |                         |                         |                          |
| 1963年（昭和38年） |                                      | ←←←←                                 |                                      |                                      |                         |                         |                          |
| 1964年（昭和39年） |                                      | ←←←←                                 |                                      |                                      |                         |                         |                          |
| 1965年（昭和40年） | 113,920                              | ←←←←                                 | 31,929                               | 145,849                              |                         |                         |                          |
| 1966年（昭和41年） | 90,720                               | ←←←←                                 | 35,054                               | 125,774                              |                         |                         |                          |
| 1967年（昭和42年） | 90,030                               | ←←←←                                 | 32,881                               | 122,911                              |                         |                         |                          |
| 1968年（昭和43年） | 85,980                               | ←←←←                                 | 35,540                               | 121,520                              |                         |                         |                          |
| 1969年（昭和44年） | 88,260                               | ←←←←                                 | 39,919                               | 128,179                              |                         |                         |                          |
| 1970年（昭和45年） | 99,450                               | ←←←←                                 | 39,344                               | 138,794                              |                         |                         |                          |
| 1971年（昭和46年） | 108,150                              | ←←←←                                 | 37,006                               | 145,156                              |                         |                         |                          |
| 1972年（昭和47年） | 110,340                              | ←←←←                                 | 41,829                               | 152,169                              |                         |                         |                          |
| 1973年（昭和48年） | 137,010                              | ←←←←                                 | 48,216                               | 185,226                              | ？月？日                | 621                     | 無人駅化                 |
| 1974年（昭和49年） | 139,380                              | ←←←←                                 | 34,363                               | 173,743                              | ？月？日                | 726                     |                          |
| 1975年（昭和50年） | 140,730                              | ←←←←                                 | 34,516                               | 175,246                              | ？月？日                | 871                     |                          |
| 1976年（昭和51年） | 145,890                              | ←←←←                                 | 32,365                               | 178,225                              | ？月？日                | 1,026                   |                          |
| 1977年（昭和52年） | 144,900                              | ←←←←                                 | 32,879                               | 177,779                              | ？月？日                | 953                     |                          |
| 1978年（昭和53年） | 154,440                              | ←←←←                                 | 33,866                               | 188,306                              | ？月？日                | 882                     |                          |
| 1979年（昭和54年） | 151,440                              | ←←←←                                 | 30,419                               | 181,859                              | ？月？日                | 893                     |                          |
| 1980年（昭和55年） | 129,510                              | ←←←←                                 | 31,754                               | 161,264                              | ？月？日                | 841                     |                          |
| 1981年（昭和56年） | 106,590                              | ←←←←                                 | 30,786                               | 137,376                              | ？月？日                | 691                     | 駅舎・便所取り壊し       |
| 1982年（昭和57年） | 94,620                               | ←←←←                                 | 31,503                               | 126,123                              | 11月16日                | 650                     |                          |
| 1983年（昭和58年） | 100,320                              | ←←←←                                 | 30,234                               | 130,554                              | 11月8日                 | 694                     |                          |
| 1984年（昭和59年） | 100,890                              | ←←←←                                 | 28,944                               | 129,834                              | 11月6日                 | 696                     |                          |
| 1985年（昭和60年） | 96,120                               | ←←←←                                 | 27,235                               | 123,355                              | 11月12日                | 646                     |                          |
| 1986年（昭和61年） | 91,470                               | ←←←←                                 | 25,401                               | 116,871                              | 11月11日                | 578                     |                          |
| 1987年（昭和62年） | 90,990                               | ←←←←                                 | 23,680                               | 114,670                              | 11月10日                | 612                     |                          |
| 1988年（昭和63年） | 92,250                               | ←←←←                                 | 21,511                               | 113,761                              | 11月8日                 | 533                     |                          |
| 1989年（平成元年） | 93,240                               | ←←←←                                 | 20,486                               | 113,726                              | 11月14日                | 602                     |                          |
| 1990年（平成2年）  | 92,160                               | ←←←←                                 | 20,024                               | 112,184                              | 11月6日                 | 613                     |                          |
| 1991年（平成3年）  | 92,880                               | ←←←←                                 | 26,786                               | 119,666                              |                         |                         |                          |
| 1992年（平成4年）  | 90,660                               | ←←←←                                 | 26,976                               | 117,636                              | 11月10日                | 571                     |                          |
| 1993年（平成5年）  | 93,450                               | ←←←←                                 | 23,195                               | 116,645                              |                         |                         |                          |
| 1994年（平成6年）  | 89,370                               | ←←←←                                 | 22,034                               | 111,404                              |                         |                         |                          |
| 1995年（平成7年）  | 89,730                               | ←←←←                                 | 24,434                               | 114,164                              | 12月5日                 | 593                     |                          |
| 1996年（平成8年）  | 87,870                               | ←←←←                                 | 23,728                               | 111,598                              |                         |                         |                          |
| 1997年（平成9年）  | 87,330                               | ←←←←                                 | 22,200                               | 109,530                              |                         |                         |                          |
| 1998年（平成10年） | 98,970                               | ←←←←                                 | 22,478                               | 121,448                              | 11月10日                | 557                     |                          |
| 1999年（平成11年） | 110,040                              | ←←←←                                 | 17,439                               | 127,479                              |                         |                         |                          |
| 2000年（平成12年） | 109,260                              | ←←←←                                 | 17,974                               | 127,234                              | ？月？日                | 566                     |                          |
| 2001年（平成13年） | 100,140                              | ←←←←                                 | 18,491                               | 118,631                              | 5月15日                 | 589                     |                          |
| 2002年（平成14年） | 93,900                               | ←←←←                                 | 18,278                               | 112,178                              |                         |                         |                          |
| 2003年（平成15年） | 74,962                               | ←←←←                                 | 19,769                               | 94,731                               |                         |                         |                          |
| 2004年（平成16年） | 69,590                               | ←←←←                                 | 19,340                               | 88,930                               |                         |                         |                          |
| 2005年（平成17年） | 70,688                               | ←←←←                                 | 31,490                               | 102,178                              |                         |                         | 新駅舎、駐車・駐輪場設置 |
| 2006年（平成18年） | 79,500                               | ←←←←                                 | 38,366                               | 117,866                              |                         |                         |                          |
| 2007年（平成19年） | 83,966                               | ←←←←                                 | 41,175                               | 125,141                              |                         |                         |                          |
| 2008年（平成20年） | 86,886                               | ←←←←                                 | 42,425                               | 129,311                              |                         |                         |                          |
| 2009年（平成21年） |                                      | ←←←←                                 |                                      |                                      |                         |                         |                          |

## 駅周辺
田園地帯にあるが、駅北側を中心に民家が多く建つエリアもある。北へ抜けると国道421号やショッピングセンターを経て東員病院に至る。南へ抜けると藤川を経て員弁川に至る。藤川と員弁川の間は工業地となっており、その東端で藤川と員弁川が合流する。なお、弁天川付近には桑名市との境界線がある。
- 穴太多目的研修センター
- 東員穴太簡易郵便局
- 東員町立東員第一中学校
- サンシパーク - スーパーサンシ桑名店などから成るショッピングセンター。
- 神田神社
- 春日神社
- 福塚古墳
- 国道421号
- 三重県道14号菰野東員線
- 三重県道623号四日市東員線
- 濃州道
- 三重交通「穴太」停留所 - 三重県道14号線沿い
- 弁天川
- 藤川

## バス路線
三重県道623号線沿いに「穴太駅前」停留所があり、下記の路線が経由する。
八風バス
- ネオポリス西高線
  - 城山三丁目 / 桑名西高校

（※桑名西高校の登下校時間帯のみ運行。同校の休校日は全便運休）
東員町コミュニティバス（東員町オレンジバス）
- 東部線
  - 城山二丁目・ネオポリス方面

（※日中時間帯はサンシパーク・東員駅方面行きも運行。年末年始は全便運休）

## 隣の駅
三岐鉄道
H 北勢線
七和駅(H07) - 穴太駅(H08) - 東員駅(H09)
- 2005年（平成16年）3月25日まで、東員駅との間に六把野駅があった。